# Uscudar
Uscudar (em turco: Üsküdar) é um distrito (em turco:  ilçeler) da província de Istambul  que faz parte da região de Mármara da Turquia. Em 2010 a sua população era de 526 947 habitantes (densidade: 14 760,4 hab./km²).
Na Antiguidade, recebeu os nomes de Crisópolis ou Crisópole (em grego: Χρυσόπολις; "cidade dourada") e, posteriormente, Escútaros (Scutari).[carece de fontes?] É célebre por suas mesquitas. Florence Nightingale trabalhou aqui, em um hospital militar, durante a Guerra da Crimeia. Foi em Uscudar que nasceu Calouste Gulbenkian, em 1869.[carece de fontes?]